# The Boatman’s Call
A The Boatman's Call a Nick Cave and the Bad Seeds tizedik albuma, 1997-ből. Az album zenéje a zongorára épül. A kritikusok Nick Cave pályafutása egyik legjobb albumának tartják, és szerepel az 1001 lemez, amit hallanod kell, mielőtt meghalsz című könyvben.

## Az album dalai
|     | Cím                                           | Szerző(k) | Hossz |
| --- | --------------------------------------------- | --------- | ----- |
| 1.  | Into My Arms                                  | Nick Cave | 4:15  |
| 2.  | Lime Tree Arbour                              | Cave      | 2:56  |
| 3.  | People Ain't No Good                          | Cave      | 5:42  |
| 4.  | Brompton Oratory                              | Cave      | 4:06  |
| 5.  | There Is a Kingdom                            | Cave      | 4:52  |
| 6.  | (Are You) The One That I've Been Waiting For? | Cave      | 4:05  |
| 7.  | Where Do We Go Now But Nowhere?               | Cave      | 5:46  |
| 8.  | West Country Girl                             | Cave      | 2:45  |
| 9.  | Black Hair                                    | Cave      | 4:14  |
| 10. | Idiot Prayer                                  | Cave      | 4:21  |
| 11. | Far From Me                                   | Cave      | 5:33  |
| 12. | Green Eyes                                    | Cave      | 3:32  |

## Közreműködő zenészek

### Zenészek
- Nick Cave – ének, zongora, Hammond orgona, vibrafon, billentyűs hangszerek
- Mick Harvey – elektromos és akusztikus gitár, basszusgitár, Hammond orgona, vibrafon
- Blixa Bargeld – elektromos gitár
- Thomas Wydler – dob, maracas
- Conway Savage – zongora, háttérvokál
- Martin P. Casey – basszusgitár
- Jim Sclavunos – dob, melodika, harangok
- Warren Ellis – hegedű, harmonika

### Produkció
- Flood - producer, hangmérnök, keverés
- Chris Scard - koproducer, keverés
- Paul Corkett - hangmérnök
- Paul Hicks - hangmérnökasszisztens
- Paul Wright - hangmérnökasszisztens
- Nick Cave and the Bad Seeds - producer